# Im Tirtzu

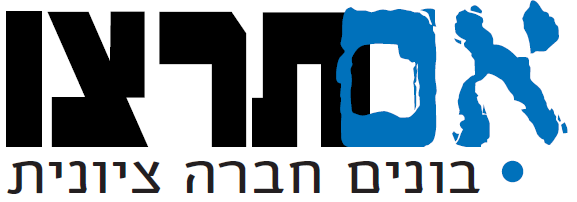
Logo von Im Tirtzu

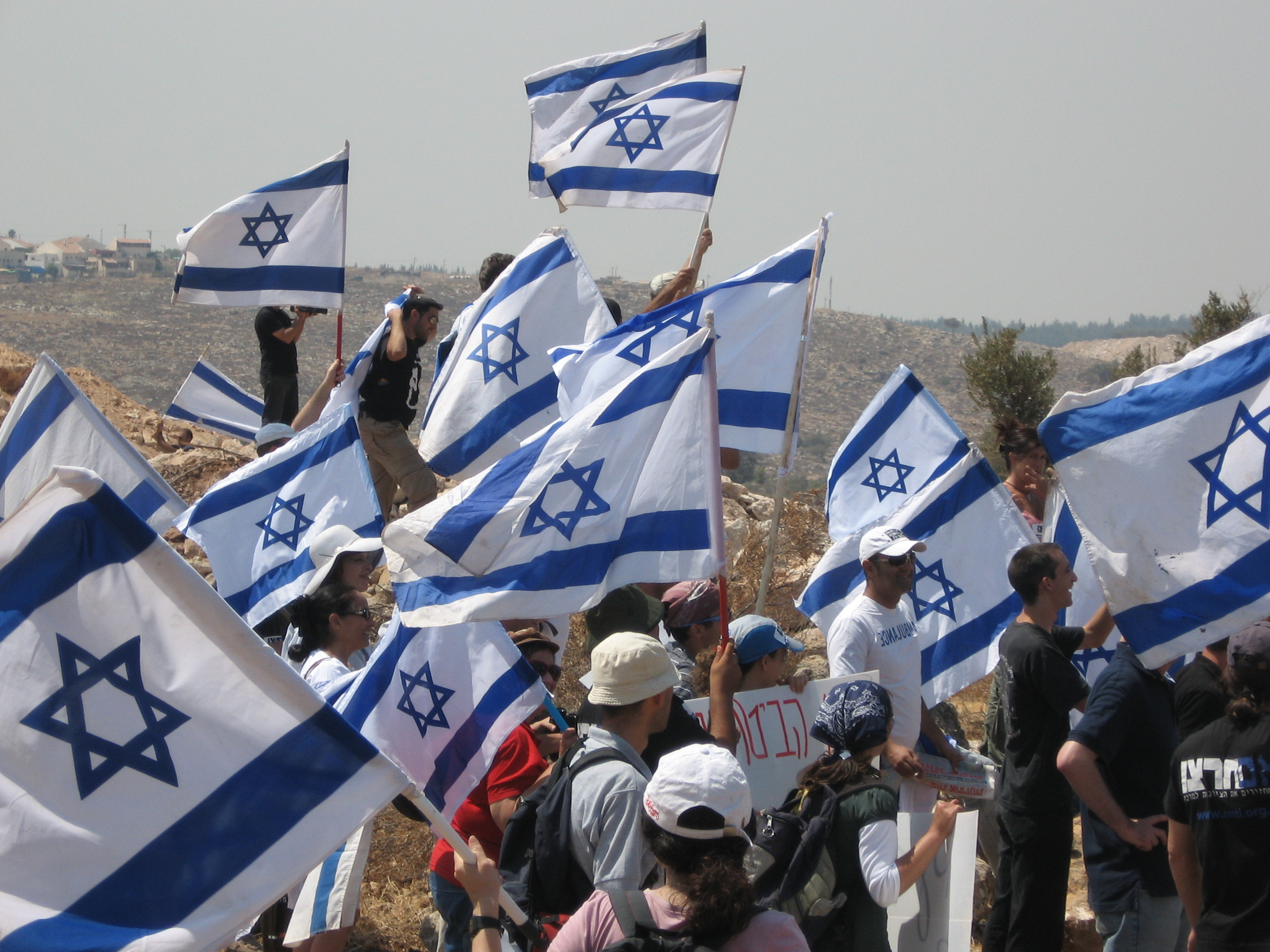
Im Tirtzu-Aktivisten bei einer Demonstration zur Unterstützung eines Einsatzes der israelischen Armee in der palästinensischen Stadt Nahalin.

Im Tirtzu (hebräisch אם תרצו, Wenn ihr es wollt) ist eine zionistisch-rechtsextreme Bewegung und Nichtregierungsorganisation, die 2006 in Israel gegründet wurde.

## Selbstdefinition und Ziele
Im Tirtzu ist die hebräische Version von Wenn ihr wollt (ist es kein Märchen), das Theodor Herzl seinem utopischen Roman Altneuland als Motto voranstellt. Die heutige Bewegung bezeichnet sich selbst als „größte zionistische Graswurzel-Bewegung in Israel“. Ziele der Bewegung sind nach eigener Aussage die „Stärkung und Förderung der Werte des Zionismus in der israelischen Gesellschaft und für die Erneuerung des zionistischen Diskurses, Denkens und der Ideologie in der israelischen Gesellschaft“. Man lege dazu „den Schwerpunkt auf die Ausbildung der künftigen Generation der Staatsführung und den Aufbau einer zionistischen Elite“.
Im Tirtzu beschreibt es als seine Aufgabe, „die zionistischen Werte zu fördern und zu erhöhen und sie gleichzeitig gegen diejenigen zu verteidigen, die dem Zionismus oder Israel schaden wollen.“ Die Bewegung behauptet, „furchtlos antizionistische israelische Nichtregierungsorganisationen, die von ausländischen Regierungen und dem New Israel Fund finanziert werden, in die Schranken verwiesen zu haben“ und damit ausländischen Einfluss bekämpft hätten, die „israelische Nichtregierungsorganisationen nutzen, die als ihre Agenten handeln.“ So habe man etwa „immer wieder israelfeindliche Akademiker an israelischen Universitäten ausfindig gemacht und angeprangert“.

## Einstufung als rechtsextreme und faschistische Bewegung
In Israel hat Im Tirtzu mehrfach juristisch erfolglos dagegen geklagt, als „faschistisch“ bezeichnet zu werden. So hat 2013 ein Gericht in Jerusalem eine Klage von Im Tirtzu abgewiesen. Zeev Sternhell (1935–2020), Historiker, Politologe und Faschismus-Forscher, charakterisierte als Sachverständiger in einem Gerichtsprozess Im Tirtzu als „faschistische“ Bewegung. Der ehemalige Likud-Knessetabgeordnete Benny Begin sagte über eine Diffamierungskampagne von Im Tirtzu: „Die Suche, Identifizierung und Markierung von angeblichen Verrätern ist ein altes faschistisches Merkmal, ein hässliches und gefährliches.“
In leitenden deutschen Medien wird Im Tirtzu mit Beschreibungen wie „rechts“, „rechtsnationalistisch“, „rechtsradikal“, „ultrarechts“ bis „rechtsextrem“ charakterisiert.

## Verbale politische Gewalt und Aktionen
Im Tirtzu fällt in Israel regelmäßig mit verbalen Übergriffen, Drohungen und Einschüchterungsversuchen auf, insbesondere gegen linksgerichtete Israelis, Palästinenser und Menschenrechtsorganisationen. 2015 diffamierte Im Tirtzu Aktivisten von Friedensbewegungen und Menschenrechtsorganisationen, darunter Amoz Oz, David Großmann, Breaking the Silence und B’Tselem als „Kollaborateure mit dem palästinensischen Feind“, „Agenten des Auslands“ und „Maulwürfe“. Laut Haaretz versucht Im Tirtzu die israelische Demokratie zu zerstören. Peter Beaumont schreibt im Guardian, Im Tirtzu betreibe einen McCarthyism.
2022 wurden Teilnehmer eines palästinensischen Nakba-Gedenkmarsches von Mitgliedern von Im Tirtzu verhöhnt.
Im Tirtzu ist Mitorganisator des Flaggenmarsches rechtsextremer Israelis am Jerusalemtag, der mitunter durch gewalttätige Übergriffe und insbesondere rassistische Äußerungen gegen Araber und Muslime auffällt. 2021 riefen Teilnehmer des Marsches Slogans wie „Tod den Arabern“, „Ein toter Araber ist ein guter Araber“ und „Die zweite Nakba (Vertreibung der Palästinenser) kommt bald.“ Beim Flaggenmarsch 2025 trug Im Tirtzu ein riesiges Transparent mit der Aufschrift »Ohne Nakba gibt es keinen Sieg« – ein Slogan, der auch auf T-Shirts der Teilnehmer gedruckt war.

## Ereignisse mit deutschem Kontext

### Causa Yonathan Shay
Im Jahr 2022 wurde bekannt, dass die Deutsch-Israelische Gesellschaft (DIG), unter Führung ihres Präsidenten Volker Beck, die Zusammenarbeit mit Yonathan Shay, einem hochrangigen Mitglied von Im Tirtzu, beendet hatte, angeblich aufgrund von Druck aus dem Auswärtigem Amt. Amichai Chikli, Vorsitzender von Im Tirtzu und israelischer Knesset-Abgeordneter für die Likud-Partei, kritisierte die Entscheidung scharf: „Gefälschte und falsche Freunde Israels in Deutschland wie Volker Beck von der DIG schließen israelische rechtskonservative Redner aus, während sie feindselige antizionistische Organisationen wie den NIF (New Israel Fund) legitimieren, Mittel bereitstellen, um die Stimmabgabe für bestimmte Parteien zu fördern und vor allem das Gesicht des Staates Israel durch eine Kette von propagandistischen 'Menschenrechtsorganisationen' beschmutzen.“ Ariel Kallner, ebenfalls Knessetabgeordneter des Likud, äußerte sich ähnlich: „Mit Freunden wie diesen, wer braucht da Feinde? Die Ermittlung der Bewegung Im Tirtzu offenbart ein sehr verstörendes Bild: Die Deutsch-Israelische Gesellschaft (DIG) unter der Führung von Volker Beck ist nun gar kein Unterstützer Israels, sondern ist absolut verflochten mit der israelischen Linken und bestreitet die Legitimität rechter zionistischer Meinungen wie die Unterstützung des Jerusalemer Flaggenmarsches.“ Shay selbst bemühte zur Entscheidung der DIG einen Nazi-Vergleich. Auf einer Veranstaltung sagte Shay wörtlich: „Diejenigen, vor allem diese Nichtjuden aus deiner Heimatstadt, die versuchten dich abzuschrecken, dass du mit uns, mit zwei andersdenkenden Juden in Deutschland nicht zu tun haben solltest [...] haben aus ihrer Nazivergangenheit nichts gelernt. Und ja. Volker Beck, DIG Köln: Ihr seid widerlich!“

### Angriff auf Politikwissenschaftlerin Muriel Asseburg
Im Juli 2023 sprach der Journalist Tilo Jung in einem rund zweieinhalbstündigem Livestream-Interview mit Muriel Asseburg, Politikwissenschaftlerin bei der Stiftung Wissenschaft und Politik, über die Situation des Israel-Palästina-Konfliktes. Die israelische Botschaft bezeichnete auf Twitter das Gespräch als „Zweieinhalb Stunden Israelbashing und wilde Verschwörungsfantasien.“ Publizisten aus dem Umkreis der Deutsch-Israelischen Gesellschaft griffen medial Asseburg an. Die TAZ sprach von einer Diffamierungskampagne. Yoran Ben-Zeev, ehemaliger israelischer Botschafter in Deutschland, verteidigte Asseburg und ihre wissenschaftliche Arbeit gegen die Angriffe. Yehuda Shaul, Gründer der israelischen Menschenrechtsorganisation Breaking the Silence, kommentierte auf Twitter: „Die persönlichen Angriffe (gegen Muriel Asseburg) kennen wir Menschenrechtler in Israel nur zu gut [...] Es ist traurig zu sehen, dass die israelische Botschaft in Berlin zu den gleichen Mitteln greift, wie die extremsten Parteien in unserer Regierung“.
Wenige Tage später wurde Muriel Asseburg, die zu einer Konferenz nach Tel-Aviv gereist war, von dem hochrangigen Im Tirtzu-Mitglied Yonathan Shay beim Verlassen eines Gebäudes auf offener Straße abgefangen. Shay bedrängte und filmte Asseburg, warf ihr Antisemitismus und Israelhass vor und beschimpfte sie als „antisemitische Hexe“. Der deutsche Botschafter in Israel, Steffen Seibert, verurteilte den Angriff als „inakzeptabel“.